# Jean-Baptiste Chanfreau
Jean-Baptiste Chanfreau (Sidi Ali Benyoub, 17 gennaio 1947 – Marsiglia, 9 maggio 2021) è stato un tennista francese.

## Carriera
In carriera ha raggiunto due finali di doppio al Rainier International Tennis Classic nel 1972 e all'U.S. Professional Indoor nel 1974. Nei tornei del Grande Slam ha ottenuto il suo miglior risultato raggiungendo i quarti di finale di doppio misto all'Open di Francia nel 1968, in coppia con Gail Sherriff.
In Coppa Davis ha disputato un totale di 4 partite, collezionando 3 vittorie e una sconfitta.

## Statistiche

### Doppio

#### Finali perse (2)
| Numero | Anno              | Torneo                                        | Superficie | Compagno          | Avversari in finale     | Punteggio     |
| 1.     | 24 settembre 1972 | Rainier International Tennis Classic, Seattle | Cemento    | Wanaro N'Godrella | Ross Case Geoff Masters | 6-4, 6-7, 4-6 |
| 2.     | 27 gennaio 1974   | U.S. Professional Indoor, Filadelfia          | Sintetico  | Georges Goven     | Pat Cramer Mike Estep   | 1-6, 1-6      |